# 冬寿

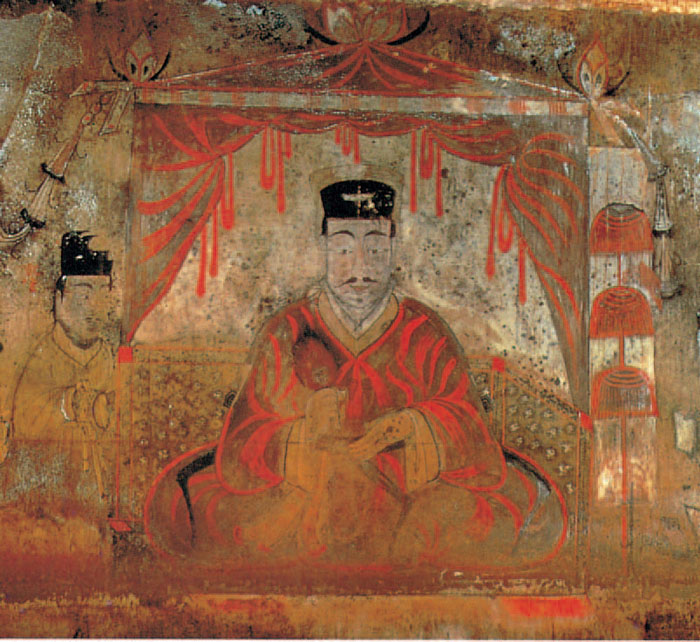
高句麗古墳群から発見された冬寿の墓

冬 寿または佟 寿（とう じゅ、289年 - 357年）は、亡命中国人。高句麗に亡命した前燕の有力者。

## 概要
336年に、高句麗に逃亡した。爵位は「楽浪相」。
冬寿が有する中国風の職位は、虚号とみるのが有力であり、高句麗は中国との通交で臣下への官爵除正を求めた事例はなく、高句麗が府官制的秩序そのものを国内秩序形成に導入した様子も窺えないが、冬寿が「楽浪相」を名乗るのは、高句麗王が「楽浪公」官爵を得ていたことに関係があり、その臣僚たることを示すものだった。
高句麗は4世紀に前燕の攻撃にあい、王都を奪われ、平壌に避難したが、高句麗の後退とその後の復興は、楽浪郡・帯方郡の中国遺民や当該期間の中国流民の支援と協力なしにはあり得ず、冬寿のような中国からの亡命高官が両者を媒介する役割を果たしたことが推察され、故国原王は、前燕に捕らえられた王母周氏と王妃と前燕に奪われた美川王の遺骸の返還要求と東晋への通交を果たしたが、冬寿がこれらに大きな役割を果たしたことが推察されている。
安岳3号墳墓誌（冬寿墓誌、357年）は東晋年号を用いている。
1932年、平壌駅構内工事中に発見された塼築墳に「永和九年三月十日遼東韓玄菟太守領佟利造」と銘文されている佟利とも関係があるとみられる。

## 安岳3号墳
1949年に黄海道安岳郡で発見された安岳3号墳は、複雑な構造の回廊・石室の壁面が彩られた壁画古墳として著名である（世界遺産 「高句麗古墳群」の一つ）。盗掘を受けて遺物はほとんど残っていなかったが、壁面に「永和13年…冬寿…」など68字にわたる墨書銘文が検出され、東晋の年号、生前の官職、出身地、冬寿が69歳で死去したことが明記されており、高句麗王墓をしのぐ朝鮮半島最大の墳室面積の安岳3号墳の被葬者は、墓誌が検出された冬寿が有力である。ただし、被葬者は高句麗美川王の説もある。
現在までに中国で発見された21基の東魏北斉壁画墓中、茹茹公主、高潤、婁叡、厙狄迴洛、高洋の5基の北方系民族出身者（鮮卑あるいは鮮卑化した漢人と推測される）の墓中では、墓室壁画が描かれていなかった1基（厙狄迴洛）を除けば、残る4基は、すべて墓室の奥壁、すなわち正壁の中央部に正面向き墓主像が描かれているか、あるいは描かれていた。一方、正面向き墓主像のない4基の壁画墓の被葬者はすべて漢人で、しかも崔芬の臨朐崔氏と崔昴の平山崔氏は、いずれも当時北方の名門豪族であり、正面向き墓主像は東魏北斉時代における北方系民族出身者の壁画墓の特徴とみられる。冬寿の墓は北朝鮮の黄海北道で発見されたが、墓主像は右側室の右壁に描かれており、その前壁に墓主夫人像が描かれている。すなわち、正面向き墓主像が側室に描かれている。朝鮮半島では、冬寿の安岳3号墳をはじめ幾つか正面向き墓主あるいは墓主夫婦座像が描かれている壁画古墳が発見されているが、現在までの発掘調査結果によると、高句麗壁画古墳にあって、高句麗の王陵として壁画墳が採用されたのは湖南里四神塚であったと推定され、墓室四壁に四神が描かれている。よって、高句麗王族の墓は、正面向き墓主像が描かれていなかった。したがって、正面向き墓主像が描かれている高句麗古墳の被葬者は、安岳3号墳の冬寿と同じく後燕、南燕、北燕、あるいは他の鮮卑部族から朝鮮半島に亡命した鮮卑と推定できる。
安岳3号墳が所在している黄海道安岳郡は楽浪郡・帯方郡が存在していた地域であり、冬寿は、楽浪郡・帯方郡の故地に安置されている。高句麗が楽浪郡・帯方郡を接収したのは313年頃であるが、支配は順調ではなかった。高句麗が接収した楽浪郡・帯方郡の故地を安定的に支配するには、楽浪郡・帯方郡民の協力が必要であり、高句麗が百済と対決するためにも楽浪郡・帯方郡民の協力は欠かせない。そこで、高句麗は楽浪郡・帯方郡故地に対して冬寿のような中国系移民を安置する措置を取ることで懐柔を試みた。すなわち冬寿が高句麗王権と楽浪郡・帯方郡民との関係構築で媒介的役割を果たしたと推測される。平壌駅構内で墳墓が出土した佟利も同様の役割を担った人物とみられ、複数の中国系移民が高句麗の楽浪郡・帯方郡故地支配と関係していることが窺われ、中国系移民が高句麗が直面していた国家的問題の解決に動員されたことが推測される。